# Pólik család
A Pólik (régebben Polyik, más írásmód alapján Polÿik) család egy magyar és erdélyi nemesi család.

## Története
Első ismeretes őse Pólik István hadnagy. Nemesi címereslevelet 1608. május 24-én Báthory Gábor erdélyi fejedelem adományozott neki és családjának. 1608. július 7-én Miskolci Nagy András generális derecskei birtokából ajándékoz egy részt a tisztességes szolgálataiért Pólik Istvánnak.
1650. január 15-én Segesváron II. Rákóczi György megerősítette nemességét Pólik Andrásnak.
A címerszerző fia, a váradi vicekapitány Pólik Gáspár leszármazottai valószínűleg Várad eleste után kerültek Kolozsvárra. Ma is a Farkas utcai református templomban található az alkapitány fiának, „Nemzetes váradi Polyik János úrnak, Kolozsvár város őfelsége által idehelyezett helyőrsége alkapitányának címere. Elhunyt az Úr 1697. esztendejében, december 11-én, élete 65. évében.”
Pólik János egyház főgondnoka is volt. 1660-ban még Váradon lakott feleségével, Teleki Mihály levelezéséből kiderül, hogy „Várodnak mint lett feladása, úgy tudom, Polyik uram megírta Kegyelmednek.” A család nemesi peréből kiderül, hogy Pólik Jánosnak János, István és Péter nevű fiai közül, az elsőnek János nevű fia Bagamérban, a második testvérnek Ferenc és István nevezetű leszármazottai Vámospércsen éltek nemesi perük lefolyása közben. Az ez idő alatt készített leszármazási tábla nem informál a címerszerző oklevélben is szereplő testvéreinek későbbi gyermekeiről.

## A család címere
Háromszögletű égszínkék pajzsot, melyben jobb kar markában kivont hegyestőrt – melyre levágott és vértől csepegő ellenséges törökfő van tűzve – tartani látszik. A pajzs fölé zárt katonai sisak van helyezve, melyen drágakövekkel és gyöngyökkel ékített királyi korona borít, ebből két sasszárny, innen vörös, onnan sötét égszínkék színű látható. A sisak ormáról pedig szalagok és foszlányok hullanak alá, amelyek mindkét oldalát körülveszik és illően díszítik.